# Бендковице (Малопольское воеводство)

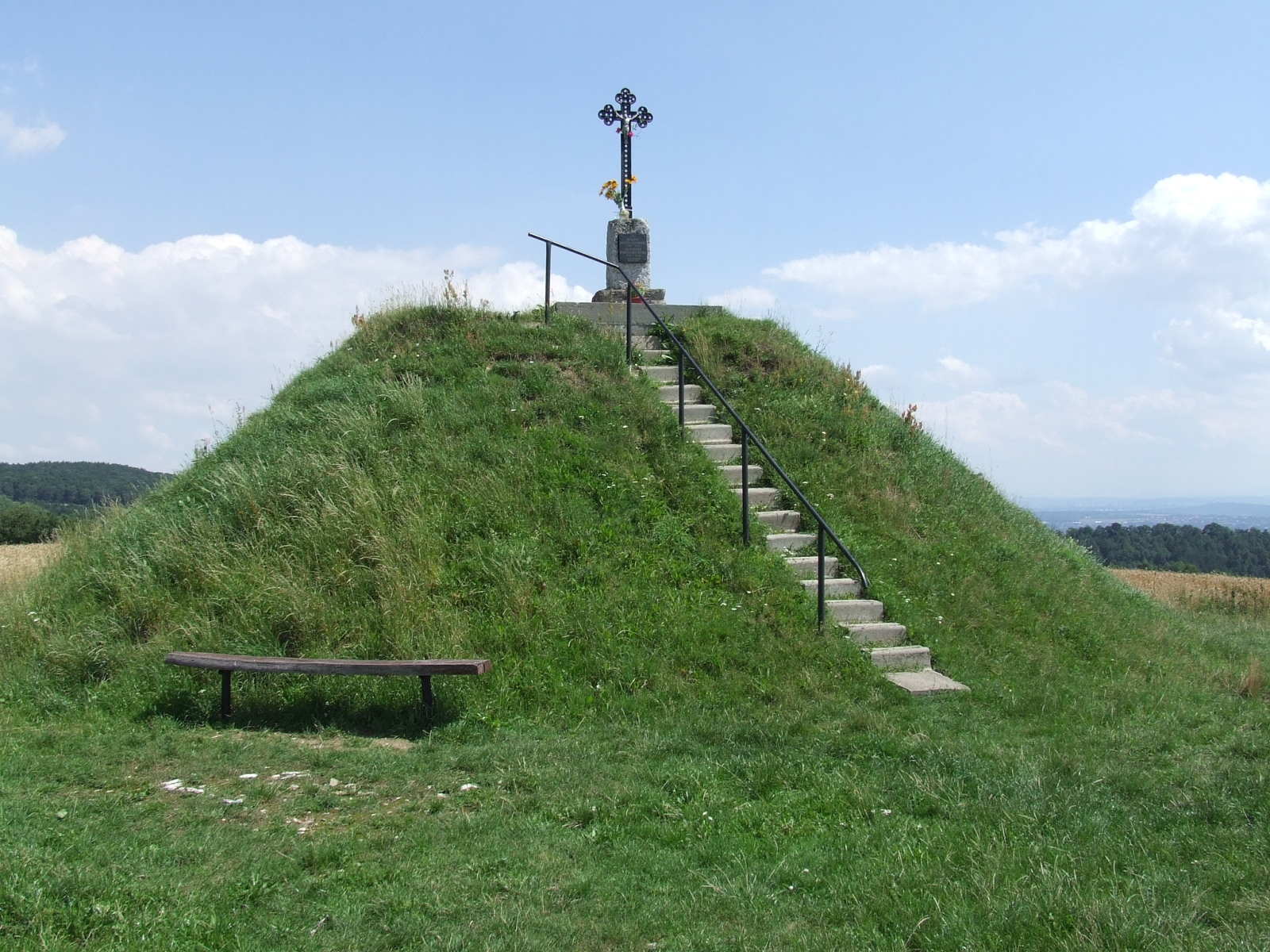
Курган Бжовских

Бендкови́це (пол.  Będkowice) — село в Польше в сельской гмине Велька-Весь Краковского повета Малопольского воеводства.

## География
Село располагается в 18 км от административного центра воеводства города Краков.

## История
Первое документированное свидетельство о селе относится к 1341 году. В 1708 году владелица села Мария Юзефа из рода Весслов вышла замуж за королевича Константина и село перешло в собственность польской короны. В последующие годы село перешло в собственность семьи Бжовских, которые владели им до конца XIX века. В память об этой семье на северной части села в конце XIX века был сооружён Курган Бжовских.
В 1924 году в селе была построена усадьба Шанец семьёй Росчишевских, которая во время Второй мировой войны укрывала в усадьбе несколько евреев. Усадьба сгорела в 1990 году.
В 1975—1998 годах село входило в состав Краковского воеводства.

## Население
По состоянию на 2013 год в селе проживало 539 человек.
| 1827 | 2000 | 2001 | 2002 | 2003 | 2004 | 2005 | 2006 | 2007 | 2008 | 2009 | 2010 | 2013 |
| ---- | ---- | ---- | ---- | ---- | ---- | ---- | ---- | ---- | ---- | ---- | ---- | ---- |
| 274  | 523  | 528  | 538  | 528  | 542  | 549  | 545  | 540  | 530  | 533  | 535  | 539  |

Данные переписи 2013 года:
| Перепись  | Всего   | Всего | Женщины | Женщины | Мужчины | Мужчины |
| --------- | ------- | ----- | ------- | ------- | ------- | ------- |
| Единицы   | человек | %     | человек | %       | человек | %       |
| Население | 539     | 100   | 274     | 50,8    | 265     | 49,2    |

## Достопримечательности
- Курган Бжовских;
- Церковь Пресвятой Девы Марии Королевы Польши.